# Ganweriwala
Koordinaten: 28° 36′ 27″ N, 71° 8′ 57″ O

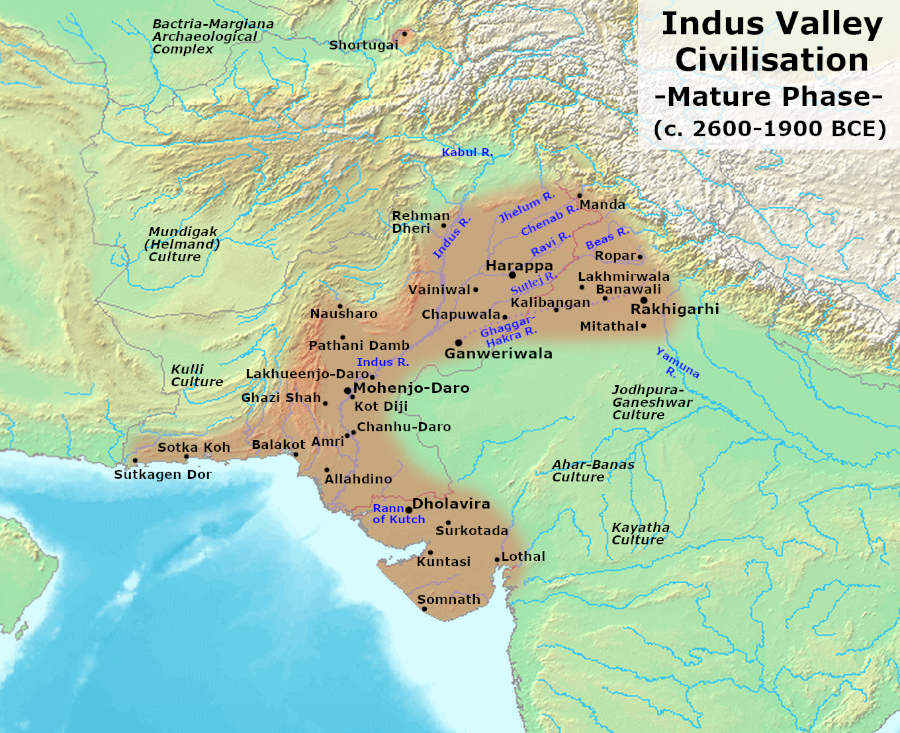
Ausbreitung der Indus-Kultur in ihrer Hauptphase, Ganweriwala mittig.

Ganweriwala (Urdu گنویريوالا, Panjabi گنیریوالا) ist ein archäologischer Fundplatz in der Wüste Cholistan im südlichen Punjab in Pakistan. Die wohl drittgrößte Stadt der Indus-Kultur war ein großes und wichtiges Regionalzentrum der Cholistan-Region zwischen 2.600 und 1.900 v. Chr. und ging aus einer kleineren Siedlung der Hakra-Waren-Kultur ab 3.800 v. Chr. hervor.

## Geographie

### Lage
Die Stätte liegt mitten in der Wüste Cholistan im südlichen Punjab in Pakistan. Sie liegt auf halber Strecke zwischen den wichtigsten Städten der Indus-Kultur, Mohenjo-Daro und Harappa, und 27 Kilometer südwestlich des Derawar-Forts aus dem 9. Jahrhundert. Die Umgebung besteht aus sandigen Hügeln und flachen Ebenen. In der Nähe verläuft der ausgetrocknete Flusslauf des Hakra.

### Geofaktoren
Die Stätte liegt heute in der Wüste. Es muss angenommen werden, dass bis 1.900 v. Chr., als die Stadt verlassen wurde, ein wesentlich anderes Klima in der Region herrschte, das Viehhaltung und Ackerbau ermöglichte. Der Fluss Hakra trocknete um 1.900 v. Chr. durch tektonische Störungen sowie durch Entwaldung und Überweidung aus und die heutige Wüste Cholistan entstand. Die genauen Gründe und ihre Gewichtung für die Desertifikation sind allerdings in der Forschung umstritten. Die Analyse von Keramik verschiedener Städte der Indus-Kultur zeigt, dass die Keramik lokal produziert wurde und daher auch in Ganweriwala für das Brennen große Mengen an Rohton, Brennholz und Wasser verfügbar gewesen sein müssen.

## Beschreibung
Eine GPS-Untersuchung von 2015 legt nahe, dass die Stätte aus einem kleineren und höheren Siedlungshügel im Westen und einem größeren und niedrigen Siedlungshügel im Osten besteht. Zwischen den Hügeln besteht eine Senke von etwa 50 Metern Breite. Eine Untersuchung mit Maßband von 2007 hingegen nahm noch an, der westliche Siedlungshügel sei größer. Die Differenzierung in zwei getrennte unterschiedlich große Stadtteile weist große Ähnlichkeit mit Mohenjo-Daro auf.
Der westliche Siedlungshügel (Mound A, Mound 2) hat nach den Untersuchungen von 2007 durch Farzand Masih eine Fläche von 14,44 Hektar und eine Nord-Süd-Ausdehnung von 525 Metern sowie eine Ost-West-Ausdehnung von 275 Metern. Seine Höhe über das umgebende Terrain beträgt 8,5 bis 9 Meter. Eine etwa 90 cm breite Lehmziegelwand verläuft von Nord nach Süd. Nach der Untersuchung von 2015 durch Sidra Gulzar ist der Hügel etwa nur ein Drittel so groß wie angenommen. Der östliche Siedlungshügel (Mound B, Mound 1) hat nach der Untersuchung von 2007 eine Fläche von 10,31 Hektar und eine Nord-Süd-Ausdehnung von 375 Metern sowie eine Ost-West-Ausdehnung von 275 Metern. Seine Höhe über das umgebende Terrain beträgt 6,5 bis 7 Meter. Eine Untersuchung von 1997 ermittelte eine Fläche von 81,5 Hektar, die später allerdings nicht mehr bestätigt werden konnte. Die Gesamtfläche der Siedlungshügel wurde von Masih mit 24,75 Hektar (42,00 Hektar inklusive Scherbenwurf) und von Gulzar nach der GPS-Messing mit 22,13 Hektar für die mit Artefakten bedeckten Siedlungshügel und 66,7 Hektar für die Gesamtfläche, die sich über das umgebende Terrain erhebt, angegeben.
Wie bei anderen Siedlungen und Städten der Indus-Kultur ist die Stadt wohl als rechtwinkliges Raster mit parallelen Häuserblöcken angelegt, weitere Untersuchungen wie Grabungen sind aber notwendig, um über den Stadtgrundriss nähere Angaben machen zu können.

## Geschichte
Die Stätte wurde wohl um 3.800 v. Chr. oder 3.500 v. Chr. von Trägern der Hakra-Waren-Kultur besiedelt. Um 2.600 v. Chr. entwickelte sich die Siedlung zu einer Stadt der Indus-Kultur und war das städtische Zentrum der Cholistan-Region mit schätzungsweise 13.500 Einwohnern. Die Stadt wurde etwa um 1.900 v. Chr. verlassen, zu der Zeit, in der der Fluss Hakra durch tektonische Störungen sowie durch Entwaldung und Überweidung austrocknete und die heutige Wüste Cholistan im Gebiet entstand.

## Funde
Oberflächenfunde aus Ganweriwala sind Keramik der Hakra-Waren-Kultur und der Harappa-Phasen 3B und 3C, darunter Becher mit spitzem Boden sowie Ziegel im für die Indus-Kultur typischen Format von 1:2:4, keilförmige Brunnenziegel, Kupferwerkzeuge, Steinwerkzeuge, Steatit-Scheibenperlen, Achatperlen und für die Indus-Kultur typische Objekte.
Einen bedeutenden Fund stellt eine geprägte Tontafel dar, die auf einer Seite die Darstellung einer nackten männlichen Gottheit im Schneidersitz auf einem Thron, die unter einem Baldachin sitzt, zeigt und auf der Rückseite drei Lettern der Indusschrift aufweist. Zudem wurden eine weitere Tontafel mit Indusschrift gefunden und ein Kupfersiegel mit nicht mehr erkennbaren Resten von Schrift sowie Einhornfiguren aus Ton.

## Forschungsgeschichte
Erste Forschungen in der Wüste Cholistan wurden von Aurel Stein 1941 und von Henry Field 1955 durchgeführt. Mohammed Rafique Mughal erforschte die Wüste in den 1970er Jahren systematisch und entdeckte dabei 1976 Ganweriwala. Er sammelte Artefakte in Ganweriwala, die in der Reservesammlung des Lahore-Forts aufbewahrt werden. Erst 2002 wurde die Stätte wieder untersucht, diesmal durch Mark Kenoyer und das Punjab Archaeology Department; die Funde dieser Expedition sind im Harappa-Museum eingelagert. 2007 wurde die Stätte durch Mark Kenoyer, Farzand Masih und Toshiki Osada untersucht. Zudem untersuchte dieser einen Schnitt, der durch die drastische Störung der Stätte durch den Bau einer vier Meter breiten Straße von Nordwesten nach Südosten in jüngerer Zeit entstanden war. Zuletzt wurde die Stätte intensiver durch Sidra Gulzar vermessen und systematisch untersucht.
Eine systematische Grabung fand bisher nicht statt (Stand 2022).

## Wissenschaftliche Bedeutung
Für die Erforschung der Frühzeit der Indus-Kultur wird der Stätte große Bedeutung zugeschrieben, da in Harappa und Mohenjo-Daro bei den frühen Ausgrabungen die Stratigraphie wenig sorgfältig dokumentiert wurde und zudem in Mohenjo-Daro die ältesten Schichten acht Meter unter dem Grundwasserspiegel liegen. Grabungen in Ganweriwala könnten daher Aufschlüsse über den Ursprung der Indus-Kultur geben; eine Frage, die bislang ungeklärt ist.